# جامعة بنما
جامعة بنما، أنشأت في السابع من تشرين الأول (أكتوبر) عام 1935 بعدد طلاب بلغ 175 في مجالات التعليم والاقتصاد والعلوم الطبيعية والصيدلة والهندسة والقانون. في 2008 كان عدد الطلاب قد بلغ 74,059 طالباً موزعين على 228 مبنى في أنحاء البلاد.
تأسست جامعة بنما تحت إدارة رئيس الجمهورية الدكتور هارموديو أرياس مدريد. أما مؤسسها وأول رئيس لها فهو أوكتافيو مينديز بيريرا.
جامعة بنما هي مؤسسة حكومية متوفقة مستقلة، ترتكز على القيم المدنية والأخلاقية.

## الكليات
- إدارة عامة
- إدارة أعمال
- عمارة
- فنون جميلة
- علم الإنتاج النباتي
- تعليم
- علوم طبيعية وتقانة
- علوم الاتصالات
- قانون وعلوم سياسية
- اقتصاد (علم)
- كلية التمريض
- علوم صيدلانية
- إنسانيات
- علم الحاسوب وإلكترونيات والاتصالات
- التعليم الطبي
- كلية الطب البيطري
- طب الأسنان
- علم النفس
- تصميم الجرافيك

## وصلات خارجية
- جامعة بنما

‌